# Гаролд Сміт (стрибун у воду)
Гаролд Сміт (англ. Harold Smith, 19 лютого 1909 — 5 березня 1958) — американський стрибун у воду.
Олімпійський чемпіон 1932 року, учасник 1928 року.